# Villa Vil
Villa Vil es una localidad de la provincia argentina de Catamarca, dentro del departamento Belén. Se encuentra sobre la ruta provincial 43.
El municipio fue creado por ley N.º 4101 sancionada el 10 de julio de 1984:

ARTICULO 1.- Créase una Municipalidad de Segunda Categoría en Villa Vil - Departamento Belén - y cuya jurisdicción corresponde a las localidades de: Villa Vil, Laguna Blanca, Barranca Larga y Las Cuevas.

Dependen del municipio las comunas (delegaciones comunales o municipales) de Rodeo Gervan, Barranca Larga, Morteritos (Las Cuevas), Laguna Blanca.

## Población
Cuenta con 481 habitantes (Indec, 2010), lo que representa un incremento del 19% frente a los 404 habitantes (Indec, 2001) del censo anterior.
| Gráfica de evolución demográfica de Villa Vil entre 1991 y 2010 |
|                                                                 |
| Fuente: Censos nacionales del INDEC                             |

## Turismo
Los castillos de Villa Vil son un conjunto de formaciones rocosas naturales.